# Hypostomus scopularius
 Hypostomus scopularius és una espècie de peix de la família dels loricàrids i de l'ordre dels siluriformes.
Els adults poden assolir uns 49,5& cm de longitud total. Es troba a Sud-amèrica: riu Amazones.